# Rhynchorhina mauritaniensis
Rhynchorhina mauritaniensis is een vissensoort uit de familie Rhinidae. De wetenschappelijke naam van de soort werd voor het eerst geldig gepubliceerd in 2016 door Bernard Séret en Gavin Naylor.